# Андрієць Дмитро Володимирович
Андрієць Дмитро Володимирович (26 жовтня 1982, с. Вертіївка, Ніжинського району, Чернігівської області, Україна) — український співак, який також пише власні вірші та музику, Заслужений артист України.

## Життєпис
Дмитро Андрієць народився в селі Вертіївка на Чернігівщині в дуже музичній сім'ї шкільного вчителя фізкультури, де було 8 дітей. З часом сім'я переїхала до Ніжина. Хлопчик з дитинства виявляв жвавий інтерес до творчості, і його талант не залишався непоміченим. Він навчався в музичній школі, любив співати і йому це гарно вдавалося. Проте він не міг приділити співочому таланту всю свою увагу, адже батьки з дитинства привчили бути самостійним і заробляти на життя. Як каже сам Дмитро Андрієць «Був день, коли ми їли лише картоплю в мундирі, а на хліб не вистачило коштів. Про нашу сім'ю можна написати свою книгу, про що я, власне, мрію і сподіваюсь втілити цю мрію у життя.»
Після 9-го класу Дмитро вступив до Ніжинського сільськогосподарського училища, де за три роки оволодів азами фермерства. Далі вступив до Немішаївського агротехнологічного коледжу на агрономічний факультет звідки через рік навчання перевівся до Національного університету біоресурсів і природокористування України. Дмитро не тільки з успіхом закінчив агробіологічний факультет цього університету, а й потім вступив до аспірантури, успішно захистив дисертацію і здобув ступінь кандидата наук.
У шкільні роки малий Дми́трик мріяв поєднати три напрямки: стати майстром спорту, доктором наук та Народним артистом України. Але пізніше зрозумів, що треба вибрати щось одне і докласти всі зусилля для втілення мрії. «Час йшов, і треба було визначатися: наука, творчість чи спорт. Я обрав творчість і щасливий, що займаюсь справою, яку люблю. Раніше я ходив на кастинги різних проєктів. Розчаровувався, здобував досвід і зрозумів, що мати талант — це дуже добре, але якщо не маєш матеріальної підтримки, стати відомим артистом практично нереально.»
У репертуарі співака більше 50-ти пісень різного жанру. Це дуже різноманітний музичний матеріал: від народних пісень до популярної класики, від рокмузики до пісень у жанрі попмузики. Дмитро мав багато виступів за межами України — в США, Італії, Польщі, Німеччині, Словаччині, Білорусі. Він співпрацює з багатьма українськими поетами та композиторами — Народними артистами України: Вадимом Крищенком, Олександром Злотником, Ніколо Петрашем, Миколою Куценком та іншими. Він виступає з Народними артистами України — Ніною Матвієнко та Наталією Шелепницькою.
Надзвичайно глибокий, іскристий тембр співака привернув увагу відомої французької співачки Елени Сегари, і вона разом з Дмитром Андрійцем виконали дуетом одну з найвідоміших світових рокбалад «Живу для неї» (Vivo per lei).
У 2017 році творчий доробок співака здобув належну нагороду, Дмитро Андрієць отримав звання Заслужений артист України. І, саме в цьому році Дмитро вирішив дещо змінити свій імідж, музичну стилістику і розширити горизонти своєї творчості.

## Дискографія
- 2014 — «Пісні Вадима Крищенка»
- 2018 — «Дихати»
- 2018 — «Не гасніть зорі» (2010—2018)[6]